# Madia elegans
Madia elegans là một loài thực vật có hoa trong họ Cúc. Loài này được D.Don ex Lindl. mô tả khoa học đầu tiên năm 1831.